# وفاة الحسن الثاني
تُوفي الملك المغربي الحسن الثاني في 23 يوليو 1999 م بالعاصمة الرباط عن عمر ناهز 70 عاماً. وخلفه ابنه الأكبر، ولي العهد سيدي محمد، الذي اعتلى العرش باسم الملك محمد السادس. ثم دفن جثمان الملك الراحل الحسن في ضريح محمد الخامس بالرباط في 25 يوليو/تموز، بعد مراسم الجنازة. وأعلنت الحكومة المغربية رسمياً الحداد بعد وفاته. وقد قدم التعازي الملك الجديد ومسؤولون من عدة دول، بالإضافة إلى الأمم المتحدة.

## خلفية
اعتلى الحسن عرش المغرب بعد وفاة والده محمد الخامس في 26 فبراير 1961.
أثناء زيارة إلى نيويورك في عام 1995، دخل حسن إلى المستشفى بسبب مشاكل في الجهاز التنفسي، وفي هذه المرحلة نصحه أطباؤه بالإقلاع عن التدخين. ويقال إنه فضل تجنب العلاج خارج وطنه، على النقيض من الملك الحسين ملك الأردن، الذي أمضى عدة أسابيع من حياته الأخيرة في مستشفى مايو كلينيك في روشستر بولاية مينيسوتا.
بلغ الحسن السبعين من عمره في 9 يوليو 1999. وبعد خمسة أيام، حضر العرض العسكري السنوي بمناسبة يوم الباستيل في باريس، فرنسا، كضيف على الرئيس جاك شيراك. في 21 يوليو، قبل يومين من وفاته، استضاف الرئيس اليمني علي عبد الله صالح في حفل عشاء رسمي في الرباط.

## وفاته
بدأت صحة الحسن في التدهور تدريجياً في الساعات الأولى من صباح 23 يوليو. بعد دخوله إلى عيادة القصر الملكي في الساعة 08:00 (التوقيت العالمي المنسق)، وفي الظهيرة دخل في حالة غيبوبة بسبب احتشاء عضلة القلب ونقل إلى المركز الاستشفائي الجامعي ابن سينا، الذي أصدر لاحقًا بيانًا رسميًا يشير إلى أن الملك "يعاني من التهاب رئوي حاد". وبحلول هذا الوقت، كان ابناه، ولي العهد سيدي محمد والأمير مولاي رشيد، بجانبه، وكان ابن أخيه الأمير مولاي هشام يستقل طائرة متجهة إلى الرباط من باريس، بينما بدأ التلفزيون الرسمي المغربي في بث تلاوات من القرآن الكريم. وفي الساعة 14:15، اتصل سيدي محمد بالوزير الأول عبد الرحمن اليوسفي لإبلاغه بتدهور صحة والده.
أعلن عن وفاة حسن في الساعة 16:30. وأعلن عن ذلك علناً في الساعة 20:40، في خطاب متلفز لمحمد. وفي المساء، جرت مراسم رسمية لتولي العرش، حيث حصل على لقب الملك محمد السادس، وأصبح مولاي رشيد ولياً للعهد. كما حضر الأمراء مولاي هشام ومولاي إسماعيل، إلى جانب أعضاء الحكومة والديوان الملكي الذين بايعوا الملك الجديد.

## ردود الفعل
وبعد الإعلان عن وفاة الملك، زار مئات المعزين القصر الملكي في الرباط، وبكت مذيعة تلفزيونية على قناة الوطنية الحكومية. وأعلن الحداد الوطني لمدة 40 يومًا، مع تنكيس الأعلام في المؤسسات العامة وشبه العامة، وكذلك البعثات الدبلوماسية المغربية في الخارج. وذكرت صحيفة ليبيراسيون أن سوق الأوراق المالية والخدمات العامة أعيد فتحها في 25 يوليو، على الرغم من فترة الحداد.
وقالت جبهة البوليساريو، التي خاضت حربًا مع المغرب من عام 1975 إلى عام 1991، إن الحسن "سيظل في الأذهان لأنه حكم المنطقة المتنازع عليها بقمع لا يرحم". وقال زعيم جبهة البوليساريو محمد عبد العزيز في برقية إلى الملك محمد السادس إن وفاة الحسن كانت "خبراً مأساويا أثر علينا بشدة".

### دولي
ووصف الرئيس الجزائري عبد العزيز بوتفليقة وفاة الحسن بأنها "مصدر حزن كبير بالنسبة لي شخصياً وبالنسبة لغالبية الجزائريين الذين يفتخرون بالتراث المشترك بين الجزائر والمغرب". وقد وصفه الرئيس المصري حسني مبارك بأنه "أخ وصديق ورفيق في السلاح"، ووصفه الرئيس السوداني عمر البشير بأنه "رمز للاعتدال الذي سعى الجميع إلى دعمه"، وأنه كان "أخًا وصديقًا ورسول سلام بين الأمم". وأعلن الحداد الرسمي في عدة دول عربية.
أشار الرئيس الإسرائيلي عيزر وايزمن إلى الحسن باعتباره "شريكًا حقيقيًا" في عملية السلام الإسرائيلية الفلسطينية، بينما قال رئيس الوزراء السابق شمعون بيريز إن الحسن "ساهم كثيرًا" في عملية السلام. وأشاد الزعيم الفلسطيني ياسر عرفات بـ "مواقفه في الدفاع عن الشعب الفلسطيني وحقه في إقامة دولته المستقلة وعاصمتها القدس". وفي أعقاب الإعلان عن وفاة الحسن، علق عرفات اجتماعاً للقيادة الفلسطينية في غزة. وأعلنت القيادة الفلسطينية الحداد الرسمي لمدة ثلاثة أيام.
أعرب الرئيس الفرنسي جاك شيراك، الذي كان آنذاك في نيجيريا في زيارة رسمية، عن "ألمه الشديد"، ووصف الحسن بأنه "رجل أحب بلدنا وأحب الفرنسيين". وألغي العشاء الذي كان مقرراً أن يستضيفه الرئيس النيجيري أولوسيجون أوباسانجو على شرف شيراك في أعقاب وفاة الملك. وصرح رئيس الوزراء ليونيل جوسبان قائلاً: "طوال فترة حكمه، التي اتسمت بعلاقة فريدة من الصداقة والثقة بين المغرب وفرنسا، جسد الملك القيم الأساسية لبلاده، في تقاليده وكذلك في انفتاحه على العالم".
أصدر الرئيس الأمريكي بيل كلينتون بيانًا رسميًا قال فيه إن "صلوات جميع الأمريكيين تتوجه إلى العائلة المالكة وشعب المغرب". وفي مقابلة لاحقة، أشار إلى أن الحسن "عمل بجد للتوفيق بين الاختلافات بين الشعب المغربي، داخل المغرب، وبالتالي، لتقديم مثال على النوع من الأشياء التي يجب علينا جميعًا القيام بها". وفي برقية تعزية بعث بها إلى الرئيس الروسي بوريس يلتسن، أشار إلى الحسن باعتباره "زعيمًا حكيمًا عمل بلا كلل من أجل السلام". وقال توني بلير، رئيس وزراء المملكة المتحدة، إن الحسن سيظل في الأذهان لـ "تفانيه وصموده"، في حين نقلت الملكة إليزابيث الثانية تعازيها الخاصة إلى الملك محمد السادس.
وقد أشار الأمين العام للأمم المتحدة كوفي عنان إلى أن الملك الحسن الثاني "بفضل عمله كجسر للسلام بين الأمم والثقافات المختلفة، جعل المغرب نفسه جسراً للتفاهم والتعاون بين أوروبا وأفريقيا، والشمال والجنوب، والشرق والغرب". وخلال اجتماع عام للجمعية العامة للأمم المتحدة في 28 يوليو/تموز، أشاد الرئيس ديدييه أوبيرتي وممثلو المجموعات الإقليمية للأمم المتحدة بالملك الحسن الثاني، وتوقفوا دقيقة صمت حداداً على روحه.

## جنازة
وحسب التعاليم الإسلامية بأن يدفن في أقرب وقت ممكن، وعادة في غضون 24 ساعة. عقد مجلس الوزراء المغربي برئاسة عبد الرحمن اليوسفي اجتماعاً استثنائياً في 24 يوليو/تموز لمناقشة تنفيذ إجراءات الجنازة، والتي تأخرت لاحقا لمدة يوم واحد للسماح بالوقت الكافي لكبار الشخصيات الأجنبية للسفر إلى الرباط.
وفي حوالي الساعة 15:00 (بتوقيت جرينتش) يوم 25 يوليو/تموز، وُضع نعش الحسن، الملفوف بقطعة قماش تصور الشهادتان مكتوبة باللون الذهبي، على عربة مدفع بعد حمله خارج القصر الملكي، بالإضافة للنشيد الوطني. ورافقه في موكبه أقاربه، ومن بينهم الملك محمد السادس وولي العهد مولاي رشيد. واصطف مئات الآلاف من المشيعين على طول الطريق، وكان العديد منهم يصلون، أو يبكون، أو يحملون صور الملك.
وبعد وصول النعش إلى ضريح محمد الخامس، صلوا كبار أفراد العائلة المالكة المغربية جماعة في مسجد الحسن القريب، صلاة العصر، تلاها صلاة الجنازة، قبل دفن رفات الحسن داخل الضريح.

### كبار الشخصيات الأجنبية
وقد زار الرباط لحضور مراسم الجنازة ممثلون من أكثر من 45 دولة، بما في ذلك 36 رئيس دولة وحكومة. وقد سار العديد من كبار الشخصيات أمام نعش الحسن أثناء موكب الجنازة، ولم يحضر مراسم الجنازة في مسجد الحسن سوى الممثلين الأجانب المسلمين.
وكان من المتوقع أن يحضر حافظ الأسد، رئيس سوريا، الجنازة، إلا أنه لأسباب غير معروفة ألغى حضوره قبل ذلك مباشرة.

#### ملكية
- أمير البحرين[41]
- ملك بلجيكا[41]
- أمير تاكامادو (يمثل إمبراطور اليابان)[41][42]
- ملك الأردن[32][43]
- سعد العبد الله السالم الصباح (يمثل أمير الكويت)[39]
- الأميرة مارغريت[الإنجليزية] (تمثل ملكة هولندا)[41]
- ولي عهد النرويج (يمثل ملك النرويج)[41]
- هيثم بن طارق، الأمين العام لوزارة الخارجية العمانية (يمثل سلطان عمان)[41]
- ولي العهد القطري (يمثل أمير قطر)[41]
- سلطان بن عبد العزيز آل سعود، وزير الدفاع السعودي (يمثل فهد بن عبد العزيز آل سعود)[44]
- سعود الفيصل، وزير خارجية المملكة العربية السعودية[41]
- الملك وملك إسبانيا[45]
  -  أمير أستورياس[45]
- ولي عهد أبو ظبي وولي عهد دبي (يمثلان رئيس دولة الإمارات العربية المتحدة)[41]
- أمير ويلز (يمثل ملكة المملكة المتحدة)[46]

#### رؤساء الدول والحكومات
- شيخة حسينة، رئيس وزراء بنغلاديش[41]
- ماثيو كيريكو، رئيس بنين[47]
- بليز كومباوري، رئيس بوركينا فاسو[47]
- بول بيا، رئيس الكاميرون[47]
- حسني مبارك، رئيس مصر[39][47]
- تيودورو أوبيانغ، رئيس غينيا الاستوائية[41]
- جاك شيراك، رئيس فرنسا وبرناديت شيراك[39]
- يحيى جامع، رئيس غامبيا[41]
- يوهانس راو، رئيس ألمانيا[48]
- لانسانا كونتي، رئيس غينيا[41]
- كارلو أزيليو تشامبي، رئيس إيطاليا[49]
- هنري كونان بيديه، رئيس ساحل العاج[47]
- إميل لحود، رئيس لبنان[41]
- معاوية ولد سيدي أحمد الطايع، رئيس موريتانيا[41]
- أولوسيجون أوباسانجو، رئيس نيجيريا[40]
- محمد رفيق طرار، رئيس باكستان[41]
- ياسر عرفات، رئيس السلطة الوطنية الفلسطينية[39]
- ألكسندر كفاشنيفسكي، رئيس بولندا[41]
- خورخي سامبايو، رئيس البرتغال[41]
- عبدو ضيوف، رئيس السنغال[41]
- تابو إيمبيكي، رئيس جنوب أفريقيا[47][40]
- خوسيه ماريا أثنار، رئيس وزراء إسبانيا[45]
- روث دريفيس، رئيس الاتحاد السويسري[41]
- غناسينغبي إياديما، رئيس توغو[41]
- زين العابدين بن علي، رئيس تونس[41]
- سليمان دميرل، رئيس تركيا[41]
- علي عبد الله صالح، رئيس اليمن[41]

#### ممثلين حكوميين آخرين
- لويس ميشيل، وزير خارجية بلجيكا[41]
- روميو لوبلانك، الحاكم العام لكندا[41]
- حسن حبيبي، النائب الأول لرئيس إيران[41]
- طه ياسين رمضان، نائب رئيس العراق (يمثل صدام حسين)[41]
- ريوتارو هاشيموتو، رئيس وزراء اليابان السابق[41]
- الجنرال الخويلدي محمد الحميدي، عضو في مجلس قيادة الثورة الليبية[50]
- كنوت فوليباك، وزير خارجية النرويج[41]
- ايجور ستروييف، رئيس مجلس الاتحاد الروسي (يمثل رئيس روسيا)[26]
- محمد زهير مشارقة، نائب رئيس سوريا (يمثل حافظ الأسد)[43]
- روبن كوك، وزير الدولة للشؤون الخارجية وشؤون الكومنولث في المملكة المتحدة[46]

#### الوفود
- عبد العزيز بوتفليقة، رئيس الجزائر[39]
  -  إسماعيل حمداني، رئيس وزراء الجزائر[51]
- عيزر وايزمن، رئيس إسرائيل[32]
  -  إيهود باراك، رئيس وزراء إسرائيل[31]
  -  شمعون بيريز، رئيس وزراء إسرائيل السابق (1984–1986؛ 1995–1996)[31]
- بيل كلينتون، رئيس الولايات المتحدة، والسيدة الأولى هيلاري كلينتون[43]
  -  جورج بوش الأب، الرئيس السابق للولايات المتحدة (1989–1993)[39]
  -  ساندي بيرغر، مستشار الأمن القومي[39]
  -  بنجامين جيلمان، رئيس مجلس إدارة لجنة العلاقات الدولية بمجلس النواب[39]
  -  وارن كريستوفر، وزير الخارجية السابق للولايات المتحدة (1993–1997)[39]
  -  جيمس بيكر، وزير الخارجية السابق للولايات المتحدة (1989–1992)[39]
  - تشيلسي كلينتون، ابنة بيل وهيلاري كلينتون[38]

#### المنظمات الدولية
- أحمد عصمت عبد المجيد، الأمين العام لجامعة الدول العربية[41]
- ميغيل أنخيل موراتينوس، الممثل الخاص للاتحاد الأوروبي للشرق الأوسط[41]
- عز الدين العراقي، الأمين العام لمنظمة التعاون الإسلامي (رئيس وزراء المغرب السابق)[52]
- كوفي أنان، الأمين العام للأمم المتحدة[53]